# Giuseppe Borrelli (politico)
Giuseppe Borrelli (Guardiagrele, 3 ottobre 1910 – 6 febbraio 1968) è stato un politico italiano.

## Biografia
Candidato al Senato della Repubblica nelle circoscrizione Abruzzi e Molise con il Partito Socialista Italiano nel 1963 risulta il primo dei non eletti, ma poi diventa senatore l'11 novembre 1966 subentrando al defunto Vincenzo Milillo. Aderisce al gruppo PSI-PSDI Unificati e fa parte della 10ª Commissione Lavoro, Emigrazione, Previdenza sociale.
Il 6 febbraio 1968 muore a neppure 58 anni, ancora da senatore in carica.